# Marco Masini in concerto
Marco Masini in concerto è un album live dello stesso cantautore fiorentino Marco Masini. Pubblicato il 29 settembre 2017, contiene, oltre ai brani più popolari della sua carriera, la canzone La borsa di una donna, scritta per Noemi, e la cover del brano Signor tenente di Giorgio Faletti, pubblicata come singolo apripista il 15 settembre 2017.

## Classifiche
| Classifica (2017) | Posizione massima |
| ----------------- | ----------------- |
| Italia            | 28                |